# Prima declinazione latina

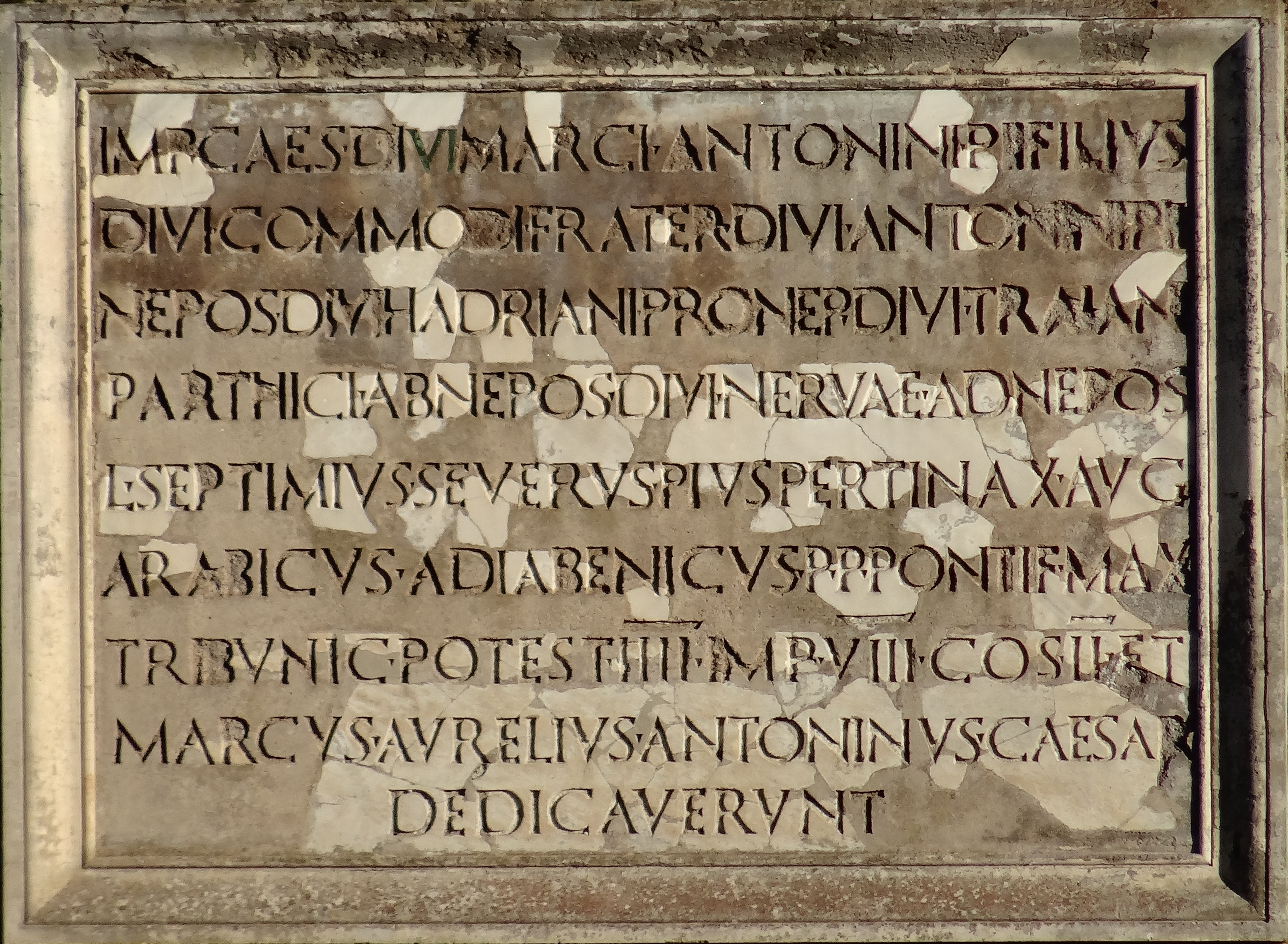
Targa romana

Delle cinque declinazioni latine, la prima declinazione comprende solo alcuni nomi maschili e soprattutto femminili con vocale tematica a, che hanno l'uscita al nominativo singolare in -a e al genitivo singolare in -ae.
Le uscite sono le seguenti:
| Caso       | Singolare | Plurale |
| ---------- | --------- | ------- |
| Nominativo | -ă        | -ae     |
| Genitivo   | -ae       | -ārŭm   |
| Dativo     | -ae       | -īs     |
| Accusativo | -ăm       | -ās     |
| Vocativo   | -ă        | -ae     |
| Ablativo   | -ā        | -īs     |

| Casi       | Singolare | Plurale |
| ---------- | --------- | ------- |
| Nominativo | rosă      | rosae   |
| Genitivo   | rosae     | rosārŭm |
| Dativo     | rosae     | rosīs   |
| Accusativo | rosăm     | rosās   |
| Vocativo   | rosă      | rosae   |
| Ablativo   | rosā      | rosīs   |

## Particolarità del caso
- Nel dativo e nell'ablativo plurale, si evita confusione di desinenza con i nomi corrispondenti della seconda declinazione (anch'essi uscenti in -īs nel dativo e nell'ablativo plurale) ai quali sono uniti in locuzioni[senza fonte], alcuni nomi della prima declinazione prendono la terminazione in -ābus anziché in -īs:

| Latino                 | Italiano                                                   |
| ---------------------- | ---------------------------------------------------------- |
| filĭīs et filiābus     | "ai figli e alle figlie", "dai figli e dalle figlie"       |
| mulīs et mulābus       | "ai muli e alle mule", "dai muli e dalle mule"             |
| deīs et deābus         | "agli dei e alle dee", "dagli dei e dalle dee"             |
| asinīs et asinābus     | "agli asini e alle asine", "dagli asini e dalle asine"     |
| equīs et equābus       | "ai cavalli e alle cavalle", "dai cavalli e dalle cavalle" |
| libertīs et libertābus | "ai liberti e alle liberte", "dai liberti e dalle liberte" |

- Il termine familia, -ae, f. ("famiglia") -in ambito giuridico- presenta il genitivo singolare arcaico in -ās davanti ai termini pater, patris, m. ("padre"), mater, -tris, f. ("madre"), filius, -ii, m e filia, -ae, f.
- Alcuni nomi presentano ancora il caso locativo che presentava uscita in -aī, poi contratta in -ae (desinenza identica a parecchie altre terminazioni, ma da non confondere con esse): sono soprattutto nomi di località (comunemente si dice che sono nomi di città, villaggio, piccola isola[1]) come Romae ("a Roma"); notevole l'espressione domi militiaeque, "in pace e in guerra" oppure "entro e fuori dal pomerio" (domi è locativo del nome di quarta declinazione domus).
- Alcuni nomi nel genitivo plurale hanno la terminazione in -um, oltre che in -ārum. Essi sono nomi con i suffissi -gĕna ("originario di"), -cŏla ("abitante"), eccetto incola e agricola, e alcuni nomi derivanti dal greco:

1. amphŏra, -ae, f., "anfora"
2. caelicŏla, -ae, f., "abitante del cielo"
3. drachma, -ae, f., "dracma"
4. Graiugĕna, -ae, m., "originario della Grecia"

gen. plur. amphorārum/amphŏrum

gen. plur. caelicolārum/caelicŏlum

gen. plur. drachmārum/drachmum

gen. plur. Graiugenārum/Graiugĕnum

- Alcuni nomi propri, di origine straniera, terminano in -ās al nominativo singolare. Per i nomi di origine greca, si veda più sotto.

## Particolarità del numero
- Alcuni termini, denominati pluralia tantum, "soltanto plurali", presentano in latino soltanto il plurale:

1. angustĭae, -ārum, f., "passaggio stretto";
2. delicĭae, -ārum, f., "gioia";
3. divitĭae, -ārum, f., "ricchezza";
4. epŭlae, -ārum, f., "banchetto";
5. indutĭae, -ārum, f., "tregua";
6. insidĭae, -ārum, f., "insidia", "trappola";
7. minae, -ārum, f., "minaccia";
8. nuptĭae, -ārum, f., "nozze";
9. nugae, -ārum, f., "inezie";
10. Athēnae, -ārum, f., "Atene";
11. Pisae, -ārum, f., "Pisa";
12. Syracūsae, -ārum, f., "Siracusa";
13. Thebae, -ārum, f., "Tebe";
14. Cumae, -ārum, f., "Cuma";
15. Cannae, -ārum, f., "Canne".

- Alcuni termini, denominati singularia tantum, '"soltanto singolari", presentano in latino soltanto il singolare, come ad esempio:

1. sapientĭa, -ae, f., "la saggezza";
2. eloquentĭa, -ae, f., "l'eloquenza";
3. prudentĭa, -ae, f., "l'esperienza";
4. abundantĭa, -ae, f., "l'abbondanza".

## Particolarità del numero e del significato
Alcuni termini presentano in latino significati diversi al singolare e al plurale:
1. aqua, -ae, f., "acqua"; aquae, -ārum, "terme";
2. copĭa, -ae, f., "abbondanza", grande quantità; copĭae, -ārum, f.  "truppe";
3. fortūna, -ae, f., "sorte"; fortūnae, -ārum, "ricchezze";
4. littĕra, -ae, f., "lettera dell'alfabeto"; littĕrae, -ārum, "lettera", "letteratura";
5. opĕra, -ae, f., "opera"; opĕrae, -ārum, "operai".
6. vigilĭa, -ae, f., "veglia"; vigilĭae, -ārum, "sentinelle";

## Sostantivi "alla greca"
La maggior parte dei nomi propri o comuni, derivanti dalla prima declinazione greca, si declina con le stesse terminazioni dei nomi latini, altri invece tengono le terminazioni della declinazione greca, altri ancora presentano sia le terminazioni greche, sia quelle latine. I nomi possono essere maschili o femminili, i primi, al nominativo singolare escono in -ās, o in -ēs, mentre i femminili, in -ē. Ecco come vengono declinati Alcmēnē, -ēs, f., "Alcmena", Aenēās, -ae, m., "Enea" e sophistēs, -ae, m., "il sofista".
| Casi       | Declinazione |
| ---------- | ------------ |
| Nominativo | Aenēās       |
| Genitivo   | Aenēae       |
| Dativo     | Aenēae       |
| Accusativo | Aenēăn       |
| Vocativo   | Aenēă        |
| Ablativo   | Aenēā        |

| Casi       | Declinazione |
| ---------- | ------------ |
| Nominativo | Alcmēnē      |
| Genitivo   | Alcmēnēs     |
| Dativo     | Alcmēnae     |
| Accusativo | Alcmēnēn     |
| Vocativo   | Alcmēnē      |
| Ablativo   | Alcmēnē      |

| Casi       | Declinazione |
| ---------- | ------------ |
| Nominativo | Sophistēs    |
| Genitivo   | Sophistae    |
| Dativo     | Sophistae    |
| Accusativo | Sophistēn    |
| Vocativo   | Sophistē     |
| Ablativo   | Sophistē     |

## Origini della declinazione in latino arcaico
La prima declinazione latina deriva dalla declinazione in *-ā del proto-italico e ha affinità con la prima declinazione greca siccome entrambe hanno la stessa origine dal proto-indoeuropeo *-eh2. Nel latino arcaico aveva una flessione diversa. Ecco il prospetto della prima declinazione in latino arcaico:
| Casi       | Singolare     | Plurale |
| ---------- | ------------- | ------- |
| Nominativo | rosā          | rosāī   |
| Genitivo   | rosās > rosāī | rosāsōm |
| Dativo     | rosāi         | roseis  |
| Accusativo | rosām         | rosās   |
| Ablativo   | rosād         | roseis  |

Il genitivo in -ās, molto arcaico e derivato direttamente dall'indoeuropeo insieme al suo parallelo greco, è stato ben presto soppiantato in latino arcaico dalla forma in -āī, analogica del genitivo della seconda declinazione, e si è conservato solo nella forma familias, già notata in precedenza, mentre altre attestazioni sono in pratica solo nell'epica arcaica e costituiscono arcaismi.

La forma del genitivo in -āī, da non confondere con il dativo arcaico in -āi, è presente nella letteratura latina arcaica: celebre è l'esametro olospondiaco (cioè costituito da sei spondei) di Ennio
 Probabilmente, però, già all'epoca di Ennio e Plauto già era in uso la forma in -ae, la cui prima attestazione è nel Senatus consultum de Bacchanalibus del 186 a.C. Questa forma in -āī verrà usata come arcaismo nei secoli successivi per esempio da Virgilio e Lucrezio.

Le forme del genitivo e del dativo singolare, e del nominativo e del vocativo plurale, dal II sec. a.C. in poi attenueranno il suono /i/ in /e/ formando il dittongo ae che subirà nella pronuncia il fenomeno della monottongazione.
Il dativo e l'ablativo plurale attenueranno invece il suono /a/ in /e/ dando l'esito -eis e poi -īs (questo fenomeno è tipico del dittongo -āi in corpo di parola). Invece le forme in -abus sono delle creazioni posteriori analogiche probabilmente in uso prima nel parlato, poi anche nello scritto.
All'accusativo plurale abbiamo la scomparsa della nasale, fenomeno usuale in latino, e all'ablativo singolare si è verificata la scomparsa della dentale finale.
Al genitivo plurale, l'uscita -arum deriva da -asom non attestato, ma ricostruibile comparativamente con esiti affini di altre lingue, come il greco, l'umbro, l'osco e il sanscrito. La vocale /o/ si è chiusa in /u/ (come nella seconda declinazione) e per rotacismo il suono /z/ intervocalico (talvolta ritrovabile come /s/) è passato, probabilmente nel IV sec. a.C., a /r/.